# Olympische Sommerspiele 2024/Schwimmen – 4 × 100 m Freistil (Frauen)
Der Schwimmwettkampf über 4-mal 100 Meter Freistil der Frauen bei den Olympischen Spielen 2024 in Paris wurde am 27. Juli 2024 in der Paris La Défense Arena ausgetragen. Titelverteidiger war die australische Staffel, die in Tokio in der Besetzung Bronte Campbell, Meg Harris, Emma McKeon und Cate Campbell die Goldmedaille gewann.

## Rekorde
Vor Beginn der Olympischen Spiele waren folgende Rekorde gültig:
| Weltrekord         | Australien | 3:27,96 min | Fukuoka | 23. Juli 2021 |
| Olympischer Rekord | Australien | 3:29,69 min | Tokio   | 25. Juli 2021 |

Während der Olympischen Spiele wurde folgender Rekord gebrochen:
| Olympischer Rekord | Australien | 3:28,92 min | Paris | 27. Juli 2024 |

## Titelträgerinnen
| Olympische Spiele 2020       | Australien     | 3:29,69 min | Tokio             |
| Weltmeisterschaften 2024     | Niederlande    | 3:36,61 min | Doha              |
| Afrikaspiele 2023            | Ägypten        | 3:48,47 min | Accra             |
| Panamerikanische Spiele 2023 | Kanada         | 3:37,75 min | Santiago de Chile |
| Asienspiele 2022             | China          | 3:33,96 min | Hangzhou          |
| Europameisterschaft 2022     | Großbritannien | 3:36,47 min | Rom               |
| Pazifikspiele 2023           | Neukaledonien  | 4:01,25 min | Honiara           |

## Vorläufe
Die acht schnellsten Staffeln beider Vorläufe qualifizierten sich für das Finale.
| Rang | Lauf | Bahn | Nation             | Athletinnen | Zeit        | Anmerkung |
| ---- | ---- | ---- | ------------------ | --- | ----------- | --------- |
| 1    | 2    | 4    | Australien         | Olivia Wunsch (53,94 s) Bronte Campbell (53,46 s) Meg Harris (52,23 s) Emma McKeon (51,94 s)                           | 3:31,57 min | Q         |
| 2    | 1    | 4    | Vereinigte Staaten | Abbey Weitzeil (53,60 s) Simone Manuel (53,23 s) Erika Connolly (53,83 s) Kate Douglass (52,63 s)                      | 3:33,29 min | Q         |
| 3    | 2    | 5    | China              | Cheng Yujie (53,95 s) Wu Qingfeng (53,84 s) Yu Yiting (54,05 s) Yang Junxuan (52,47 s)                                 | 3:34,31 min | Q         |
| 4    | 2    | 3    | Schweden           | Michelle Coleman (53,92 s) Sarah Sjöström (51,99 s) Sara Junevik (54,09 s) Sofia Åstedt (54,35 s)                      | 3:34,35 min | Q         |
| 5    | 2    | 2    | Frankreich         | Béryl Gastaldello (53,54 s) Mary-Ambre Moluh (53,49 s) Lison Nowaczyk (54,67 s) Charlotte Bonnet (53,55 s)             | 3:35,25 min | Q         |
| 6    | 2    | 6    | Kanada             | Penny Oleksiak (53,78 s) Mary-Sophie Harvey (54,15 s) Brooklyn Douthwright (53,81 s) Taylor Ruck (53,55 s)             | 3:35,29 min | Q         |
| 7    | 1    | 5    | Großbritannien     | Anna Hopkin (54,08 s) Eva Okaro (53,84 s) Lucy Hope (54,74 s) Freya Anderson (53,47 s)                                 | 3:36,13 min | Q         |
| 8    | 1    | 6    | Italien            | Sofia Morini (53,92 s) Chiara Tarantino (54,14 s) Sara Curtis (53,93 s) Emma Virginia Menicucci (54,29 s)              | 3:36,28 min | Q         |
| 9    | 1    | 3    | Niederlande        | Tessa Giele (55,24 s) Kim Busch (54,86 s) Sam van Nunen (54,26 s) Marrit Steenbergen (52,42 s)                         | 3:36,78 min |           |
| 10   | 2    | 1    | Ungarn             | Petra Senánszky (54,91 s) Minna Ábrahám (54,36 s) Panna Ugrai (54,25 s) Nikolett Pádár (53,81 s)                       | 3:37,33 min |           |
| 11   | 1    | 1    | Dänemark           | Signe Bro (55,45 s) Julie Kepp Jensen (54,52 s) Elisabeth Sabroe Ebbesen (55,10 s) Martine Damborg (54,45 s)           | 3:39,52 min |           |
| 12   | 2    | 7    | Brasilien          | Ana Carolina Vieira (54,81 s) Stephanie Balduccini (53,83 s) Giovana Medeiros (55,73 s) Maria Paula Heitmann (56,23 s) | 3:40,60 min |           |
| 13   | 1    | 2    | Polen              | Katarzyna Wasick (54,71 s) Kornelia Fiedkiewicz (54,82 s) Julia Maik (55,57 s) Zuzanna Famulok (55,57 s)               | 3:40,67 min |           |
| 14   | 2    | 8    | Slowenien          | Neža Klančar (54,29 s) Janja Šegel (55,22 s) Katja Fain (55,43 s) Tjaša Pintar (56,35 s)                               | 3:41,29 min |           |
| 15   | 1    | 7    | Hongkong           | Natalie Kan (56,91 s) Tam Hoi Lam (55,01 s) Camille Cheng (55,12 s) Stephanie Au (55,38 s)                             | 3:42,42 min |           |
| 16   | 1    | 8    | Irland             | Danielle Hill (55,61 s) Grace Davison (55,44 s) Erin Riordan (55,95 s) Victoria Catterson (55,67 s)                    | 3:42,67 min |           |

## Finale
| Rang | Nation             | Athletinnen                                                                                               | Zeit        | Anmerkung |
| ---- | ------------------ | --- | ----------- | --------- |
| 1    | Australien         | Mollie O’Callaghan (52,24 s) Shayna Jack (52,35 s) Emma McKeon (52,39 s) Meg Harris (51,94 s)             | 3:28,92 min | OR        |
| 2    | Vereinigte Staaten | Kate Douglass (52,98 s) Gretchen Walsh (52,55 s) Torri Huske (52,06 s) Simone Manuel (52,61 s)            | 3:30,20 min | AM        |
| 3    | China              | Yang Junxuan (52,48 s) Cheng Yujie (52,76 s) Zhang Yufei (52,75 s) Wu Qingfeng (52,31 s)                  | 3:30,30 min | AS        |
| 4    | Kanada             | Margaret Mac Neil (53,31 s) Taylor Ruck (53,20 s) Summer McIntosh (53,22 s) Penny Oleksiak (53,26 s)      | 3:32,99 min |           |
| 5    | Schweden           | Sarah Sjöström (52,53 s) Michelle Coleman (52,98 s) Sara Junevik (54,41 s) Louise Hansson (53,87 s)       | 3:33,79 min | NR        |
| 6    | Frankreich         | Béryl Gastaldello (53,83 s) Charlotte Bonnet (54,14 s) Mary-Ambre Moluh (53,37 s) Marie Wattel (53,65 s)  | 3:34,99 min |           |
| 7    | Großbritannien     | Anna Hopkin (53,31 s) Eva Okaro (53,75 s) Lucy Hope (54,95 s) Freya Anderson (53,24 s)                    | 3:35,25 min |           |
| 8    | Italien            | Sofia Morini (54,16 s) Chiara Tarantino (54,27 s) Sara Curtis (54,24 s) Emma Virginia Menicucci (53,84 s) | 3:36,51 min |           |